# قصف سوق معرة النعمان
قصفُ سوق معرة النعمان أو مجزرة سوق معرة النعمان هي مجزرةٌ ارتُكبت في الثاني والعشرين من تموز/يوليو 2019 حينما أقدمت طائرة روسيّة على قصفٍ جويّ مباشر لسوق مكتظٍ بالمدنيين في معرة النعمان بمحافظة إدلب في سوريا.

## القصف
أقدمت طائرة روسيّة في الثاني والعشرين من تمّوز/يوليو 2019 ما بين الثامنة حتى الثامنة والنصف صباحًا على قصفٍ جوي ومباشر لسوقٍ كان مكتظًا بالمدنيين في معرة النعمان. تسبّب القصف الجويّ الروسي في مقتلِ ما لا يقلُّ عن 43 مدنيًا بينهم ثلاث فتيات وإصابة 109 آخرين. تسبّب القصفُ كذلك في خسائر ماديّة كثيرة حيثُ دُمّر مبنيين سكنيين على الأقل مكوّنينِ من أربعةِ طوابق كما تدمّر 25 متجرًا آخرًا عدى عن الأضرار الجانبية التي طالت مدرسةً تقعُ على مقربةٍ من السوق بحيثُ لا تبعد عنه إلّا بحوالي 700 متر.

## المسؤولية
أكّدت التقارير اللاحقة أنّ القصف نفذته طائرة مقاتلة تابعة لروسيا، وقد تسبّب الهجوم في سقوطِ المزيد من القتلى عندما استخدم الروس إستراتيجية القصف المزدوج، حيث نفذو غارة ثانيّة على نفس المنطقة لاستهدافِ عمال الإنقاذ الذين كانوا يُحاولون إسعاف ضحايا الغارة الأولى.

## ردود الفعل
سجّل مجلس حقوق الإنسان التابع للأمم المتحدة الجريمة في تقريره المنشور في الثاني من آذار/مارس 2020، وذكر التالي: